# Jöns Jacob Berzelius
Jöns Jacob Berzelius /jœns ˈjɑ̌ːkɔb bæˈʂěːljɵs]/ (Östergötland, Suecia, 20 de agosto de 1779 - Estocolmo, 17 de agosto de 1848) fue un médico y químico sueco. Ideó el moderno sistema de notación química, y junto con John Dalton, Antoine Lavoisier y Robert Boyle es considerado el padre de la química moderna. Es reconocido por haber sido el primer analista del siglo XIX.
Descubrió el torio, el cerio y el selenio y fue el primero en aislar el circonio, el silicio y el titanio. También perfeccionó la tabla de los pesos atómicos de los elementos publicada por Dalton, cuyos errores corrigió.

## Biografía
Berzelius nació en Östergötland, en Suecia. Perdió a sus padres a una edad temprana. Estaba a cargo de sus familiares en Linköping, donde asistió a la escuela que hoy se conoce como Katedralskolan. Posteriormente se matriculó en la Universidad de Uppsala, donde aprendió la profesión de médico desde 1796 hasta 1801. Le enseñó química Anders Gustaf Ekeberg, el descubridor del tantalio. Trabajó como aprendiz en una farmacia y con un médico en el balneario Medevi. Durante este tiempo analizó el agua del manantial. Para sus estudios de medicina, examinó la influencia de la corriente galvánica en varias enfermedades y se graduó como médico en 1802. Ejerció la medicina cerca de Estocolmo, hasta que el propietario de una mina, Wilhelm Hisinger, descubrió su capacidad analítica y le dotó de un laboratorio.
En 1807 Berzelius fue nombrado profesor de química y farmacia en el Instituto Karolinska.
En 1808 fue elegido miembro de la Real Academia Sueca de Ciencias, que por entonces se había estancado durante varios años debido al menor interés por las ciencias en Suecia desde la época del romanticismo. En 1818 fue elegido secretario de la misma, y ocupó el cargo hasta 1848. A Berzelius se le atribuye la revitalización de la Academia que vivió una segunda época dorada, siendo la primera la que estuvo bajo la secretaría del astrónomo Pehr Wilhelm Wargentin (1749 a 1783). En 1837, fue elegido también miembro de la Academia Sueca, con el sillón número 5.
Por sus enormes logros en el campo de la química (que se resumen a continuación), Berzelius es considerado como el "padre de la química en Suecia":

## Logros

### Nuevos elementos
Berzelius se acredita con la identificación de los elementos químicos selenio, torio y cerio, y fue el primero en aislar el silicio, el torio, el circonio, el titanio y el boro. Los estudiantes que trabajaban en el laboratorio de Berzelius también descubrieron el litio y el vanadio.

### Ley de las proporciones definidas

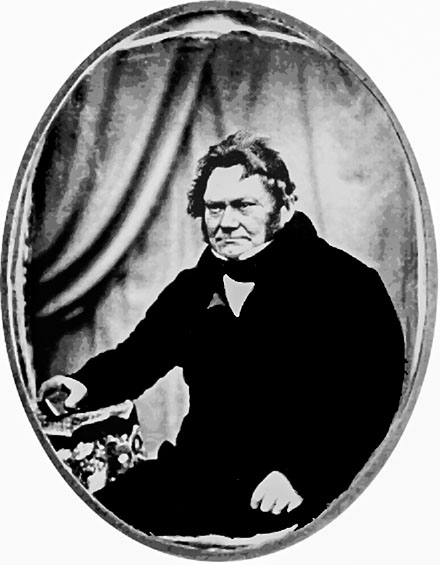
Daguerreotipo de Berzelius.

Poco después de llegar a Estocolmo escribió un libro de texto de química para sus estudiantes de medicina, que fue el punto de partida de su larga y fructífera carrera. Mientras llevaba a cabo experimentos para documentar el libro de texto utilizó la ley de las proporciones constantes, formulada por Joseph Louis Proust, y demostró que las sustancias inorgánicas están compuestas de diferentes elementos en proporciones constantes en peso. Basándose en este hecho, en 1828 compiló una tabla de pesos atómicos relativos, donde el peso atómico del oxígeno se fijaba en 100. Este trabajo proporcionó una evidencia a favor del modelo atómico de Dalton: que los compuestos químicos inorgánicos se componen de átomos combinados en cantidades enteras. Al descubrir que los pesos atómicos no son múltiplos enteros del peso de hidrógeno (como el por ejemplo el del cloro, 35,5 veces el peso atómico del hidrógeno), Berzelius también refutó la hipótesis de Prout de que los elementos se construyen a partir de átomos de hidrógeno.

### Nomenclatura química
Con el fin de sistematizar sus experimentos, desarrolló un sistema de notación química en la que a los elementos se les denotaba con símbolos simples. Codificó los elementos según la primera letra de su nombre latino, agregando una segunda letra cuando había necesidad de diferenciar dos elementos cuyo nombre comenzaba con la misma letra inicial. Por ejemplo, C para carbono, Ca para calcio, Cd para cadmio, etc, con las proporciones señaladas por números. Este es, básicamente, el mismo sistema utilizado en la actualidad en la fórmula molecular, con la única diferencia de que en lugar de los subíndices utilizados en la actualidad (por ejemplo, H2O), Berzelius utilizaba superíndices (H2O). Pese a su evidente ventaja sobre el engorroso y casi incomprensible sistema anterior, la nomenclatura propuesta por Berzelius encontró resistencia, y tardó años en ser universalmente aceptada.

### Mejores términos químicos
A Berzelius también se le atribuyen nuevos términos empleados en química como catálisis, polímeros, isómero y alótropo, aunque sus definiciones originales difieren drásticamente de su uso moderno. Por ejemplo, acuñó el término "polímero" en 1833 para describir los compuestos orgánicos que comparten idénticas fórmulas empíricas, pero difieren en el peso molecular en general. El mayor de los compuestos se describe como "polímero" de los más pequeños que utilizaba Berzelius.

### Mineralogía
.

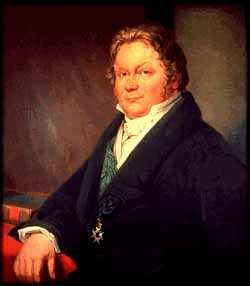
Berzelius por Johan Gustaf Sandberg

Berzelius fue uno de los primeros en basar la mineralogía en el conocimiento de los elementos químicos. 
Describió las siguientes especies:
- egirine, 1835 ;
- albita, 1815, junto con Johan Gottlieb Gahn;
- cerita, 1804, conjuntamente con Hisinger;
- eucairita, 1818;
- mesolina, 1822 (no reconocida por la IMA);
- Silicato de zinc (sinónimo de hemimorfita);
- Silicato de sesquimanganeso (sinónimo de rodonita).

### Biología
Berzelius tuvo también una influencia importante sobre la biología. Fue el primero en hacer la distinción entre los compuestos orgánicos (aquellos que contienen carbono), y los compuestos inorgánicos. En particular, asesoró a Gerardus Johannes Mulder en su análisis elemental de compuestos orgánicos, tales como el café, el té y varias proteínas. El término "proteína" fue de hecho acuñado por Berzelius, después de que Mulder hubiera observado que todas las proteínas parecían tener la misma fórmula empírica, y llegó a la conclusión errónea de que podrían estar compuestas por un solo tipo de molécula (muy grande).

## Familia

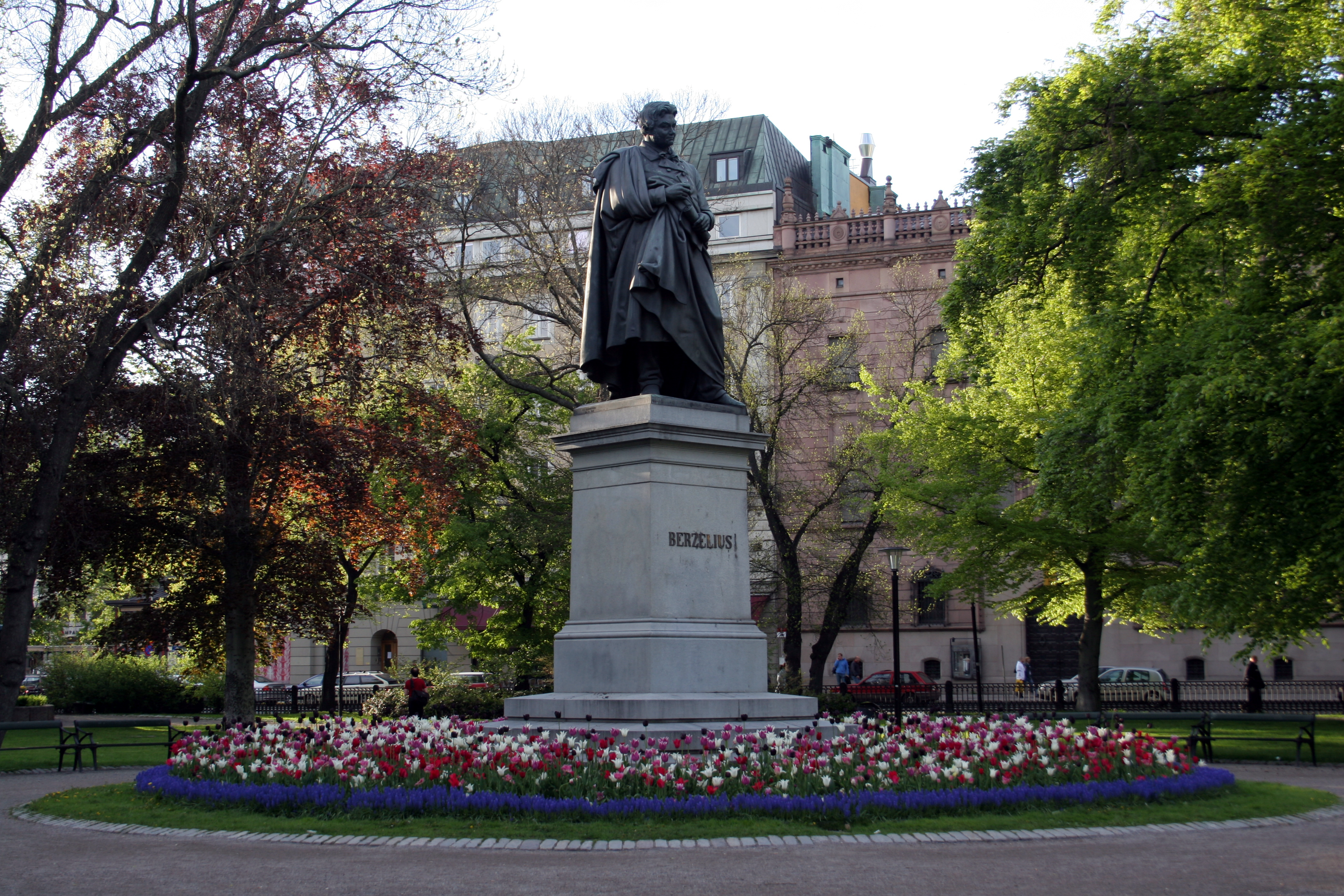
Estatua de Berzelius en el centro del Parque Berzelii, Estocolmo.

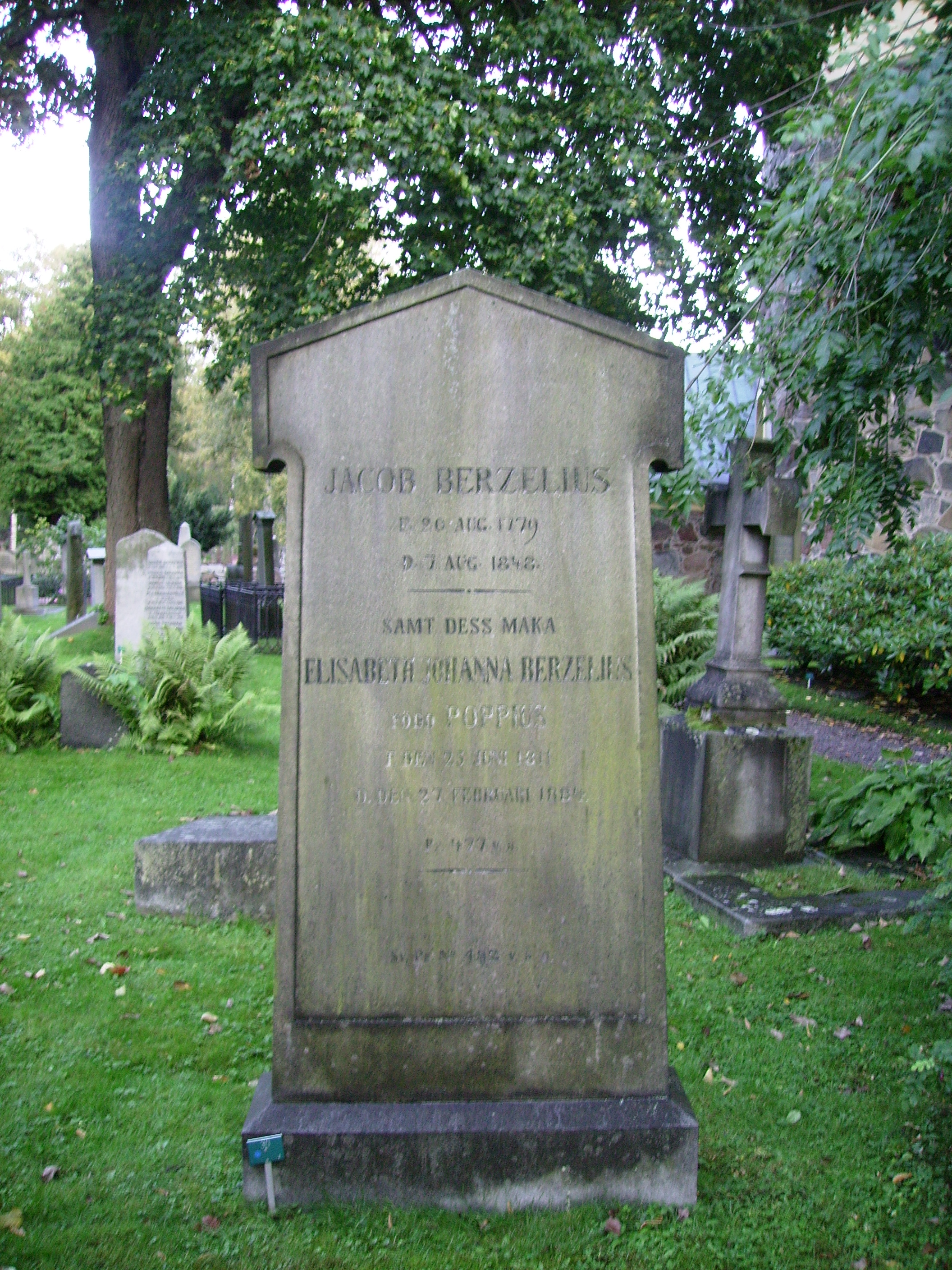
Tumba de Berzelius

En 1835, a la edad de 56 años, se casó con Elisabeth Poppius, de 24 años de edad, hija de un ministro del gobierno sueco, y en el mismo año fue elevado a freiherr.
Falleció el 7 de agosto de 1848 en su casa en Estocolmo, donde había vivido desde 1806.

## Obra
Fue el primer analista del siglo XIX: además de llevar a cabo con la mayor precisión un número enorme de análisis, hay que atribuirle el descubrimiento de varios cuerpos simples: Hisinger y Berzelius descubren el elemento cerio en 1807, en 1817 identifica junto a Johan Gottlieb Gahn el selenio, y como tercer y último descubrimiento el torio en 1829. Sus alumnos descubrieron otros dos elementos: en 1817 Johann Arfvedson descubre el litio, y en 1830 Nils Gabriel Sefström redescubre el vanadio. Berzelius fue quién propuso los nombres de litio y vanadio, así como el de sodio. Fue el primer químico que aisló el silicio (en 1823), el circonio (en 1824), el torio (en 1828) y el titanio.
Estudió las combinaciones de azufre con fósforo, el flúor y los fluoruros, determinó un gran número de equivalentes químicos. Fue prácticamente el creador de la química orgánica. Introdujo las nociones y las palabras alotropía, catálisis, isomería, halógeno, radical orgánico y proteína. Tan filósofo como experimentador, consolidó la teoría atomística, así como de la ley de las proporciones constantes; inventó e hizo aceptar universalmente fórmulas químicas análogas a las fórmulas algebraicas con el objetivo de expresar la composición de los cuerpos. Para explicar los fenómenos, adoptó la célebre teoría del dualismo electroquímico, y con esta teoría llevó a cabo muchas reformas en la nomenclatura y en la clasificación. Desarrolló una teoría electroquímica acerca de los radicales. También fue uno de los primeros que basó la mineralogía en el conocimiento de los elementos químicos de los cuerpos. El actual sistema de notación química se adoptó gracias a Berzelius, que fue quien lo propuso en 1813. Berzelius fue uno de los primeros que publicó una tabla de las masas moleculares y masas atómicas con exactitud aceptable.[cita requerida]
Su dualismo electroquímico fue una de las primeras teorías que consideró los enlaces químicos entre átomos; proponía que los átomos poseían dos polos eléctricos predominantemente positivos o negativos, y que cada unión se establecía entre átomos con polos de signo contrario. Sin embargo, esta teoría no podía explicar la existencia de moléculas formadas por átomos del mismo elemento, como H2, N2 o Cl2, ya que sus átomos tendrían "polos" del mismo signo y no se atraerían.

## Algunas publicaciones

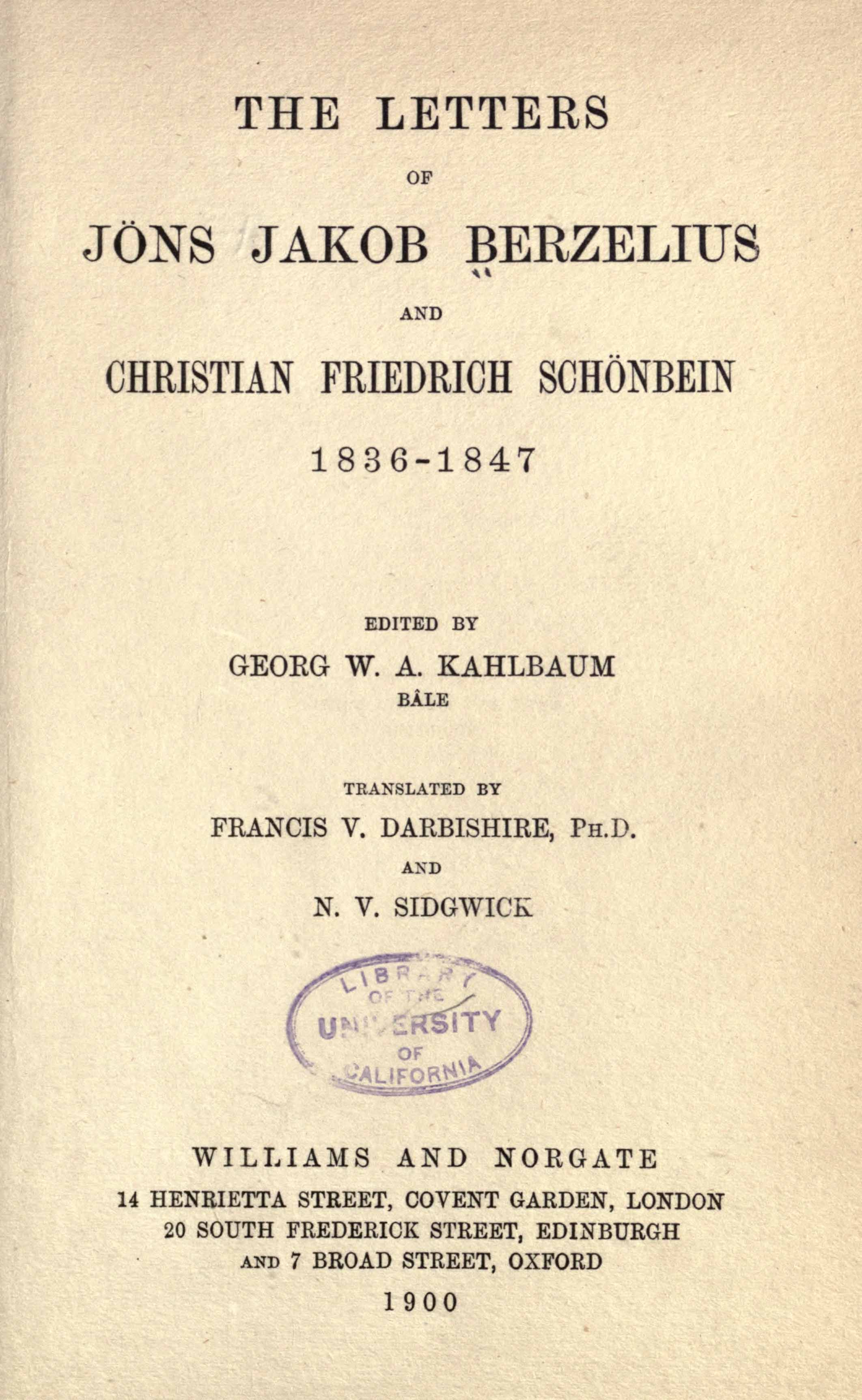
The Letters of Jöns Jakob Berzelius and Christian Friedrich Schönbein 1836 1847, London 1900

- Nova analysis aquarum medeviensium - 1800
- De electricitatis galvanicae apparatu cel. Volta excitae in corpra organica effectu (su tesis doctoral de Medicina) - Investigaciones sobre los efectos del galvanismo - 1802
- Nuevo sistema de mineralogía
- Sobre el análisis de los cuerpos inorgánicos - 1827
- Teoría de las proporciones químicas y tabla analítica de los pesos atómicos de los cuerpos simples y sus combinaciones más importantes - 1835
- Tratado de química mineral, vegetal y animal en varios volúmenes entre 1808 y 1830.
- Elementos de mineralogía aplicada a las ciencias químicas, obra basada en el método de M. Berzélius y que contiene la Historia natural y metalúrgica de las sustancias minerales, sus aplicaciones en farmacia, medicina y economía doméstica de Jons Jakob Berzelius - 1837
- Tratado de Química. Una de las obras más completas de la época sobre esta materia. La primera edición se publicó en Estocolmo entre 1808 y 1818 en 3 volúmenes in-8.
- A partir de 1822 publicó una Memoria anual de los progresos de la química y de la mineralogía.

### Correspondencia
Se ha publicado la correspondencia de Berzelius con H.E. Örsted, Claude Louis Berthollet, Pierre Louis Dulong, Thomas Thomson, Alexandre Brongniart, Hans Gabriel Trolle-Wachtmeister, Théophile-Jules Pelouze, Eilhard Mitscherlich, Gerardus Johannes Mulder, Wilhelm Hisinger, Justus von Liebig, Gustaf Löwenhielm.
- Berzelius und Liebig (en alemán). München: Lehmann. 1893.
- Letters of Jöns Jakob Berzelius and Christian Friedrich Schönbein (en inglés). London: Williams & Norgate. 1900.
- Selbstbiographische Aufzeichnungen (en alemán). Leipzig: Johann Ambrosius Barth. 1903.

## Reconocimientos
- En 1818 Berzelius fue ennoblecido por el rey Carlos XIV Juan.
- Berzeliusskolan, una escuela situada al lado de su alma mater, Katedralskolan, lleva su nombre.
- El cráter lunar Berzelius lleva este nombre en su honor.[15]
- El asteroide (13109) Berzelius también conmemora su nombre.[16]

- En 1939, su retrato apareció en una serie de sellos postales en conmemoración del bicentenario de la fundación de la Academia Sueca de Ciencias.